# Mazda CX-5
Mazda CX-5 — компактный кроссовер, выпускаемый японской автомобильной компанией Mazda. Первый серийный автомобиль Mazda, дизайн кузова которого создан согласно идеологии KODO — Дух движения. Также это первая модель в рамках технической концепции Skyactiv Technology, нацеленной на снижение массы всех агрегатов автомобиля без снижения характеристик эффективности и безопасности. Модель заменила компактный кроссовер Mazda Tribute. В модельном ряду Mazda CX-5 занимает место между более компактным CX-30 и полноразмерным CX-9.
Кроссовер является победителем ежегодной премии Автомобиль года в Японии 2012-2013 годов.

## Концепт-кар
Прототип этой модели был представлен в марте 2011 года на моторшоу в Женеве под именем Minagi.

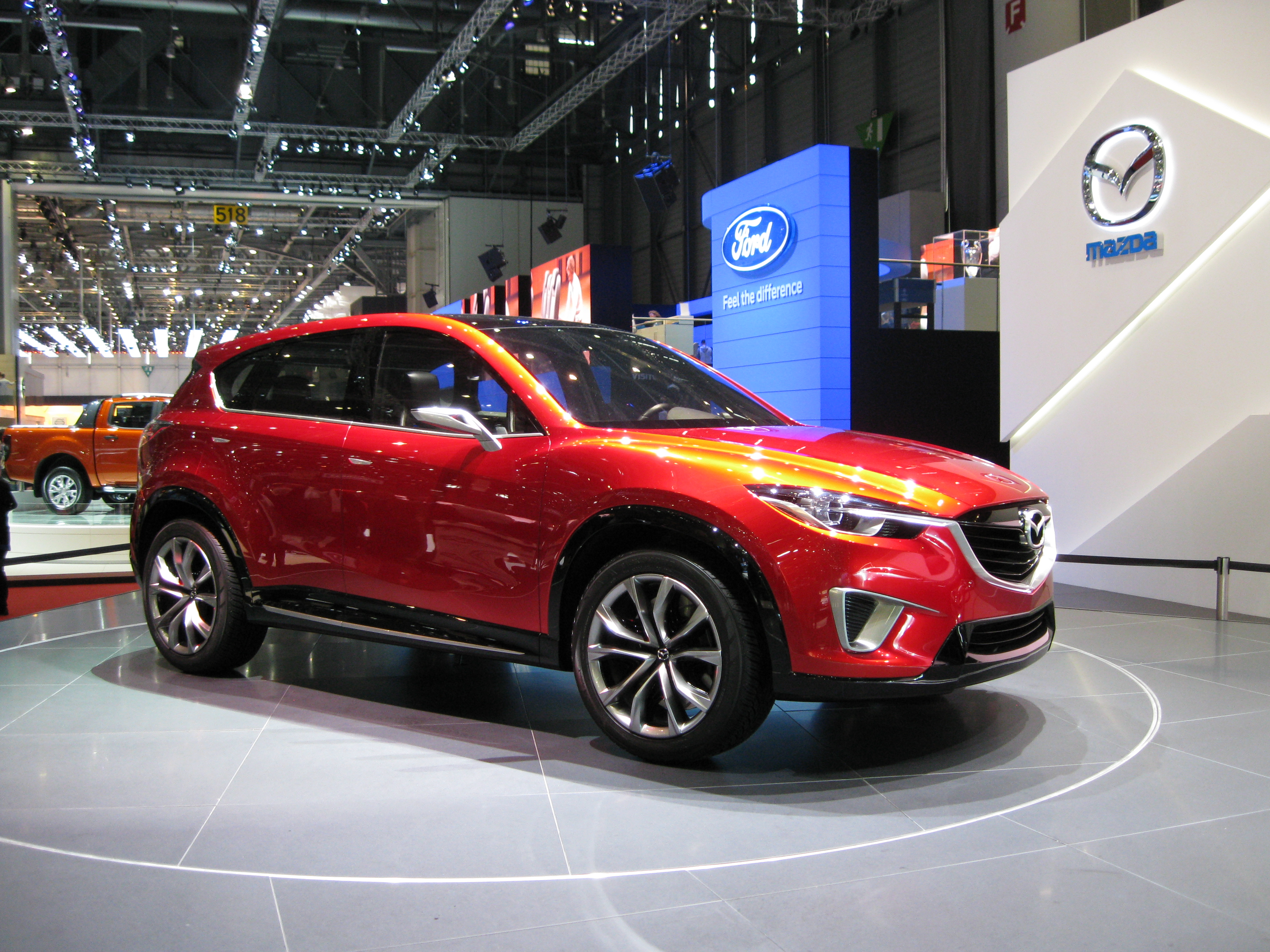
Minagi спереди

## Первое поколение
Серийная модель первого поколения впервые была представлена в сентябре 2011 года на Франкфуртском автосалоне. Японская версия представлена на автосалоне в Токио в том же 2011 году.

### Модели
CX-5 первого поколения был доступен в вариантах с исключительно передним и с дополнительно подключаемым посредством электромагнитной муфты задним приводом. 
Двигатели: дизельный рабочим объёмом 2,2 л. мощностью 175 л.с., крутящий момент 420 Н·м и два бензиновых: объёмом 2,0 л. (150 л.с. и 210 Н·м), и объёмом 2,5 л. (211 л.с. и 256 Н·м).
В России потребитель может выбрать варианты:
- Drive 2.0 л. SKY 150 л.с. (6 MT Передний привод)
- Drive 2.0 л. SKY 150 л.с. (6 AT Передний привод)
- Active 2.0 л. SKY 150 л.с. (6 AT Передний привод)
- Active 2.0 л. SKY 150 л.с. (6 AT Полный привод)
- Active 2.2 л. SKY Diesel 175 л.с. (6 AT Полный привод)
- Active+ 2.5 л. SKY 192 л.с. (6 AT Полный привод)
- Supreme 2.0 л. SKY 150 л.с. (6 AT Полный привод)
- Supreme 2.5 л. SKY 192 л.с. (6 AT Полный привод)
- Supreme 2.2 л. SKY Diesel 175 л.с. (6 AT Полный привод)

### Рестайлинг 2014
Новая Mazda CX-5 была представлена в 2014 в автосалоне в Лос-Анджелесе. Изменения включают в себя: новую решётку радиатора, новые боковые зеркала, новые колёсные диски, а также чтобы добиться комфорта в салоне, улучшили шумоизоляцию колёсных арок и моторного отсека. Появилась новая информационно-развлекательная система MZD Connect и спортивный режим для 6-ступенчатой автоматической коробки передач, появился электронный стояночный тормоз, видоизменился климат-контроль и центральный тоннель. Также в качестве опции появились светодиодные фары, светодиодные противотуманные фары и новые задние фонари. Варианты двигателей остались прежними.

### Цены в России
Российские продажи стартовали в феврале 2012 года по цене 911—1389 тыс. руб. В октябре 2012 года сборка автомобилей началась на заводе во Владивостоке. Цены на начало 2015 года начинаются с  1 180 тыс. рублей за комплектацию Drive и до 1 736 тыс. руб. за комплектацию Supreme с дизельным мотором и полным приводом (без дополнительных опций). В Россию дизельный вариант мощностью 149 л.с. не поставляется.

### Безопасность
Автомобиль прошёл тест Euro NCAP в 2012 году:
| Euro NCAP                                                         | Euro NCAP | Euro NCAP | Euro NCAP             |
| ----------------------------------------------------------------- | --------- | --------- | --------------------- |
| · общий рейтинг                                                   |           |           |                       |
| 94%                                                               | 87%       | 64%       | 86%                   |
| взрослый пассажир                                                 | ребёнок   | пешеход   | активная безопасность |
| Протестированная модель: Mazda CX-5 2,2 дизель «Core», LHD (2012) |           |           |                       |

В рейтинге германской «Ассоциации технического надзора» (VdTUV) в возрастной категории «от 4 до 5 лет» CX-5 занял третье место по надежности среди поддержанных автомобилей 2018 года

## Второе поколение
В июле 2025 года Mazda официально представила кроссовер CX-5 2026 модельного года — первую модель марки, выполненную в обновлённой стилистике Kodo. По словам представителей Mazda North America, дизайн CX-5 станет ориентиром для будущих моделей бренда. Старт продаж намечен на конец 2025 года.
Кроссовер Mazda CX-5 2026 года получил обновлённый экстерьер и интерьер, которые, по словам вице-президента Mazda North America Стефана Майстерфельда, зададут тон для большинства будущих моделей бренда. Впервые в истории Mazda в салоне установлен 15,6-дюймовый сенсорный экран, а от классического поворотного контроллера Commander компания полностью отказалась. Интерьер выполнен в минималистичном стиле, физические кнопки сведены к минимуму: управление громкостью и другие функции перенесены на руль, остальное доступно через дисплей.

### Галерея

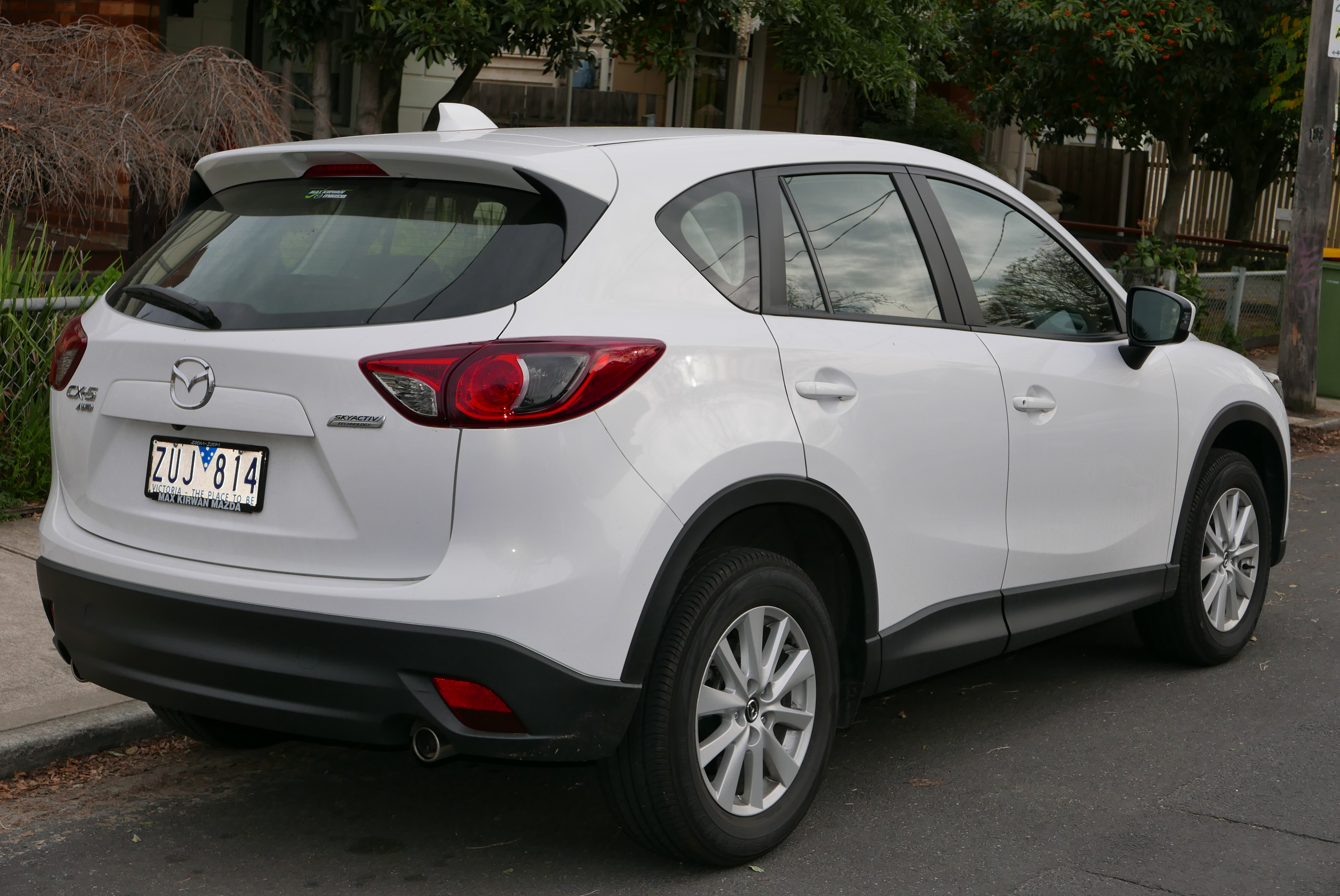
Вид сзади
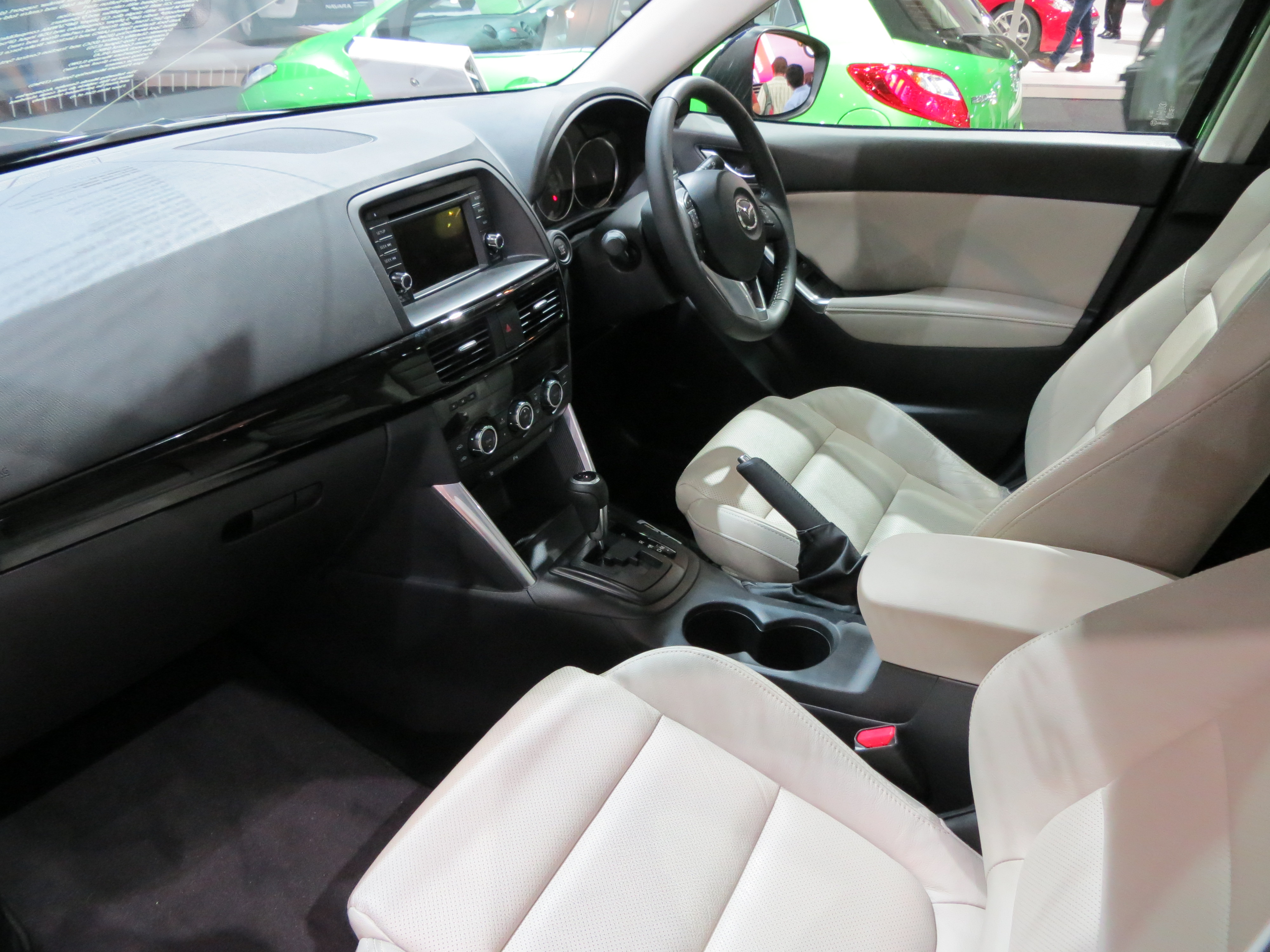
Интерьер
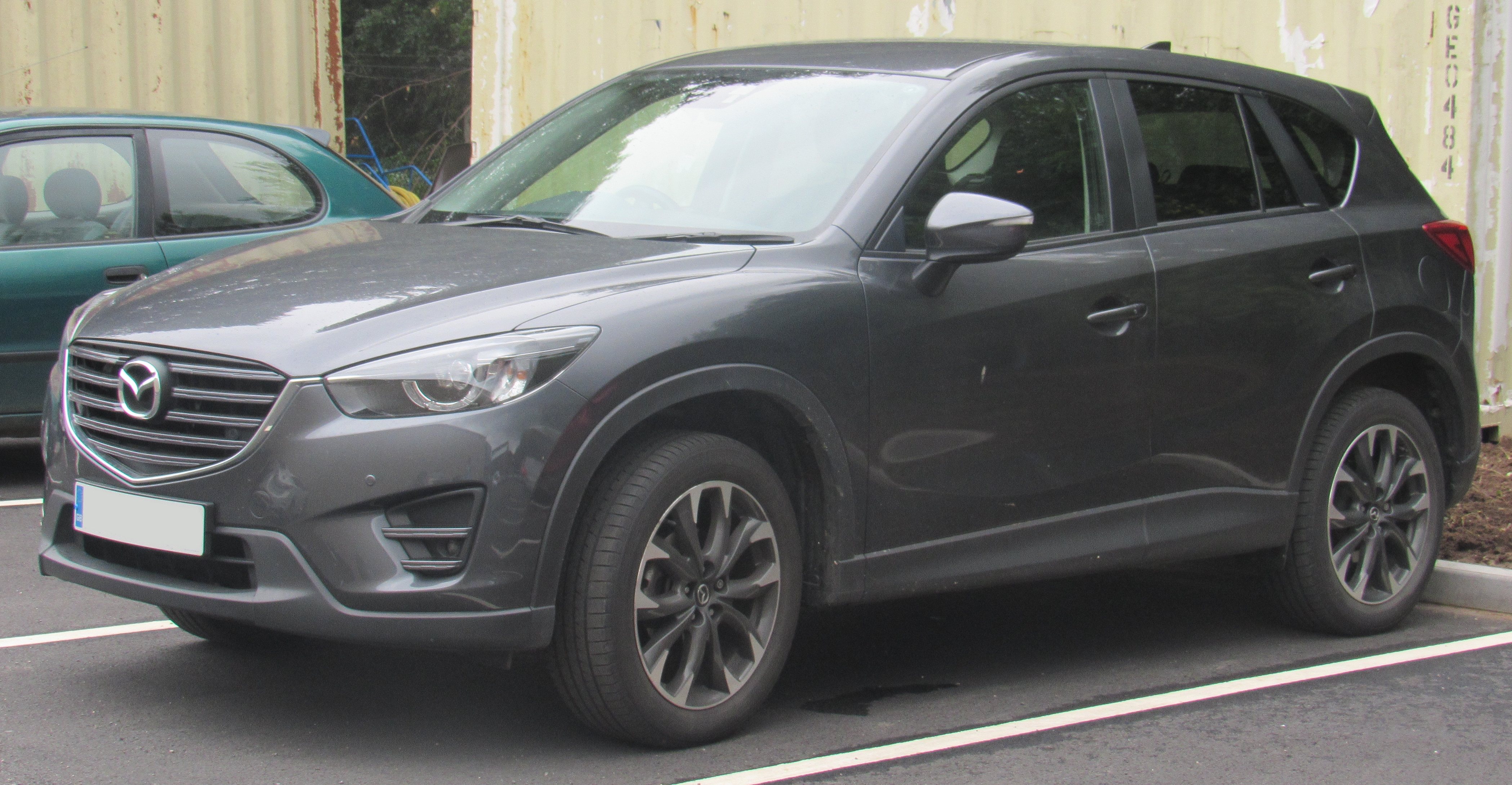
Модель 2015 года

## Второе поколение
В 2017 году компания Mazda выпустила на рынок кроссовер CX-5 второго поколения. Машина получила динамичный дизайн и современные технологии.

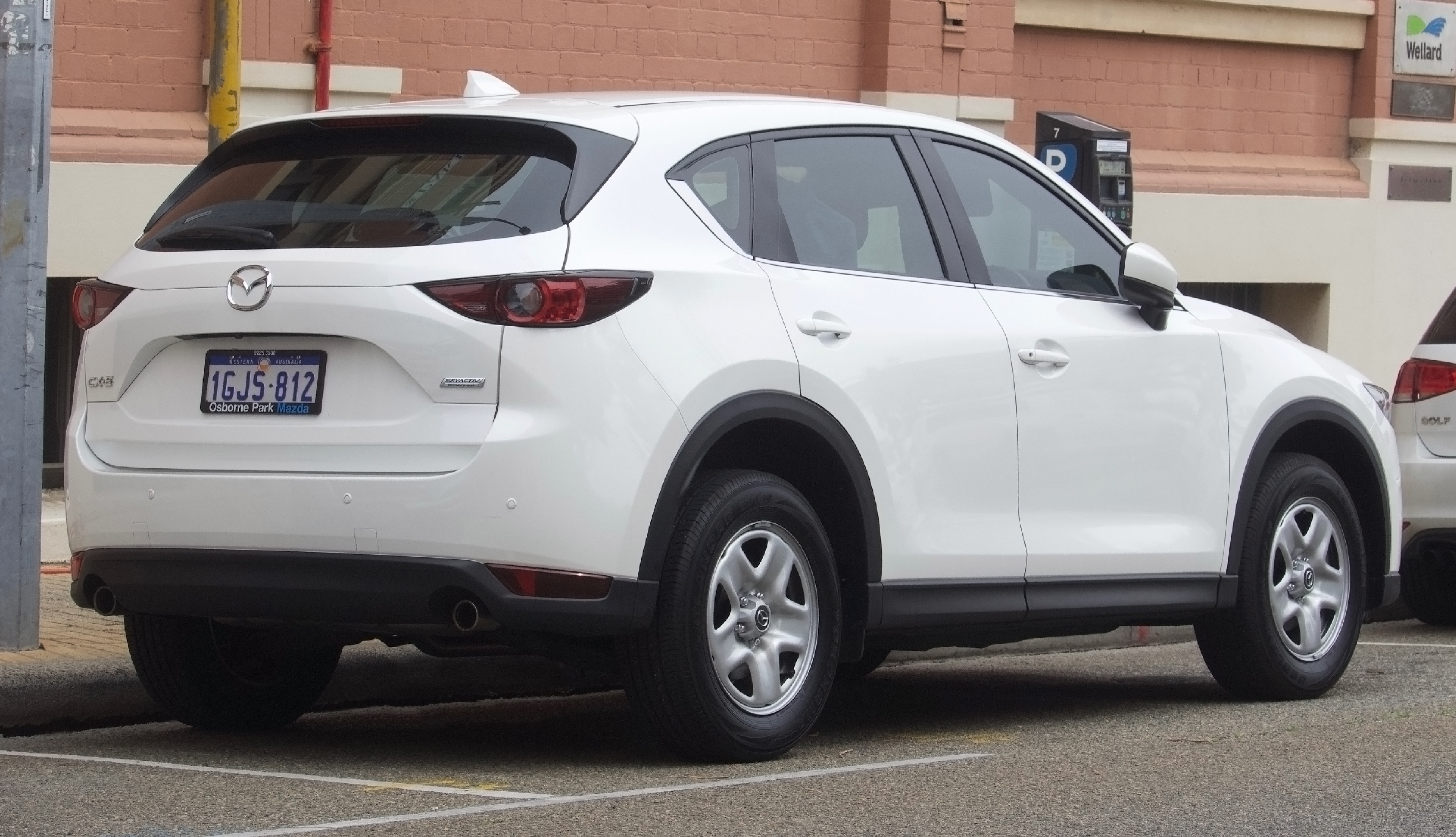
Вид сзади
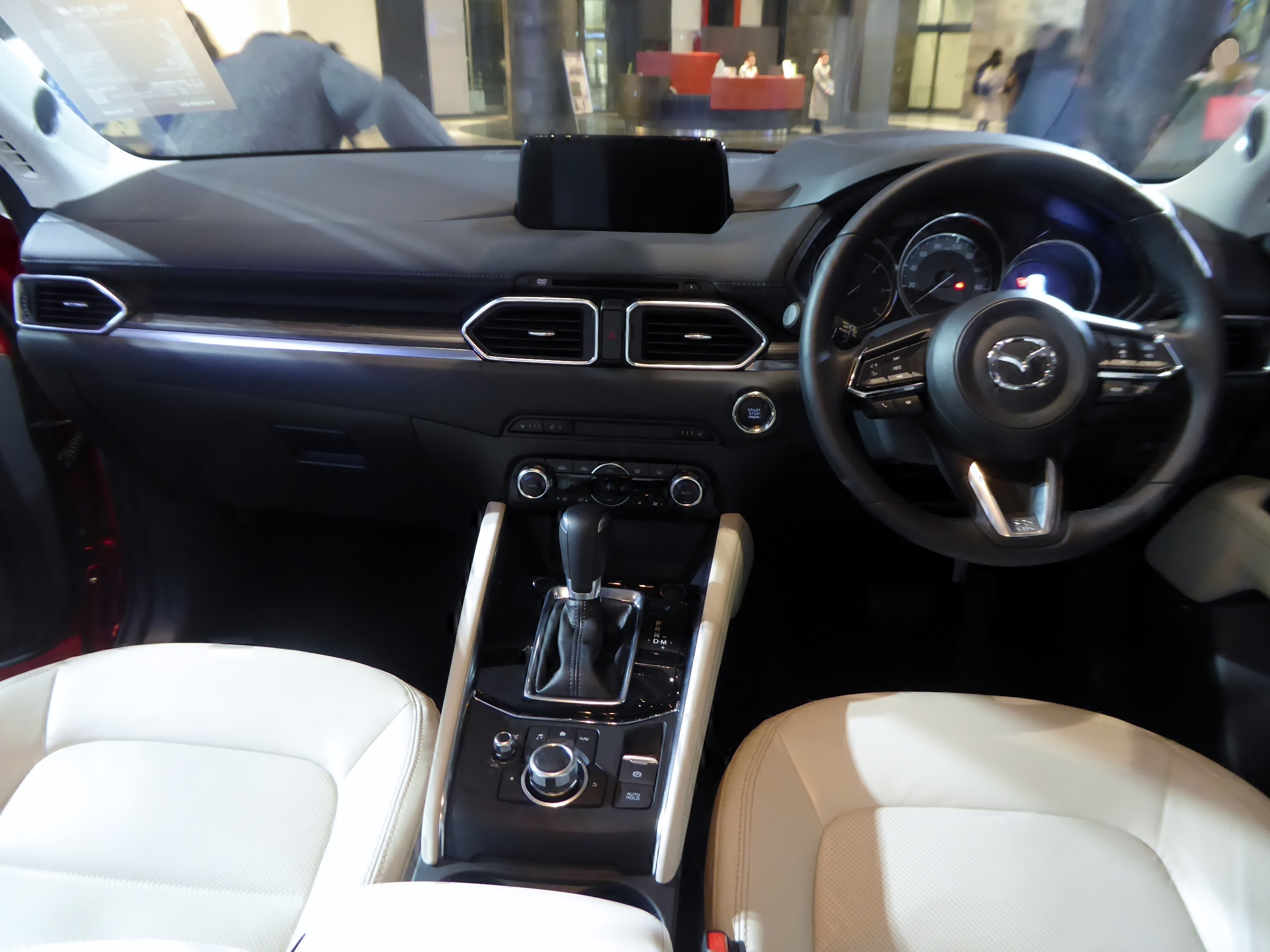
Интерьер
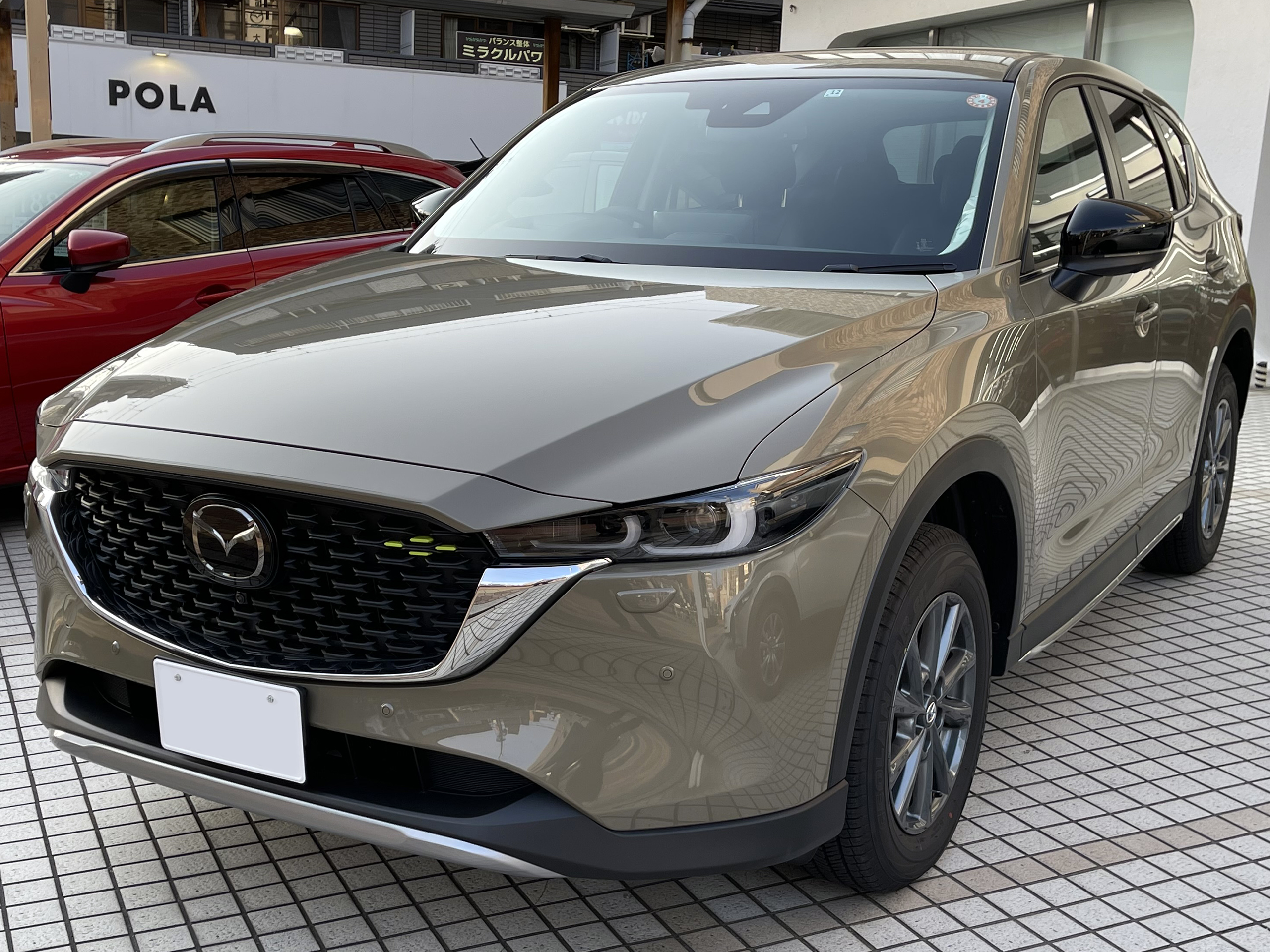
Модель 2021 года